# Діагорас (футбольний клуб)
Діагорас (грец. Διαγόρας) — футбольний клуб міста Родос в області Додеканес, Греція. Клубні кольори — червоний та синій.

## Історія
«Діагорас» заснований 1905 року і названий на честь давньогрецького борця 5 століття до н. е. Діагора Родоського. Перший свій матч команда провела ще в добу османського панування, невдовзі до здобуття незалежності Додеканесом, в 1912 році. В період Балканських воєн не було проведено жодного матча, а грати з іншими грецькими клубами команда не мала змоги до 1947 року. Між тим 1929 року команда була розпущена через фінансові труднощі і знову створена 1945 року, незадовго до возз'єднання із Грецією.
В період 1986—1989 років Він «Діагорас» грав у першому національному футбольному дивізіоні Альфа Етнікі (нині Грецька Суперліга). 1987 року клуб досяг півфіналу Кубка Греції, поступившись команді «ОФІ» Іракліона.

## Відомі гравці
- Ангелос Анастасіадіс
- Полівіос Хатзопулос
- Янніс Калітзакіс
- Йоргос Костікос
- Павлос Папаіоанну
- Йоргос Скардатос

Інші країни
- Христос Веліс
- Гай Фьючін
- Едвард Ндекі
- Александар Стояновіч
- Енді Папуліас